# ラディスラス・ワイネック

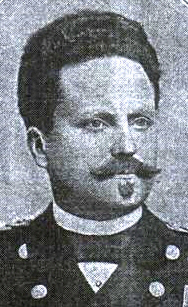
Ladislaus Weinek 1891

ラディスラス・ワイネック(ヴァイネック/ワイネクとも、 Ladislaus Weinekまたは Weinek László 、Ladislav Weinek、1848年2月13日 – 1913年11月12日）は、オーストリア・ハンガリー帝国治下にあったブダ生まれの天文学者。プラハ天文台長を務め、プラハで没した。

## 生涯
ウィーンに学び、その後しばらくドイツのシュヴェリンの写真研究所で働いた。
1874年、金星の日面通過を観測するためケルゲレン諸島に派遣されたドイツ観測隊に加わった。観測結果はドイツの学術誌 Nova Acta Leopoldinaに発表した。1833年にプラハ大学の教授となり、クレメンティヌム天文台長となった。フリードリッヒ・キュストナーと協力して、天文緯度変化の測定を行い、地球の極運動を発見した。
リック天文台やムードン天文台で撮影した月面写真を用いて1894年に初めて写真に基づいて作成された月面図を発表した。
月のクレータや小惑星(7114) Weinekにワイネックの名が命名されている。